# 龍人
龍人・竜人（りゅうじん）とは、神話や宗教や創作上で見られる竜やドラゴンの意匠を含む人物を表現した言葉（類似した概念で「獣人」や「半魚人」など）である。

## 特徴

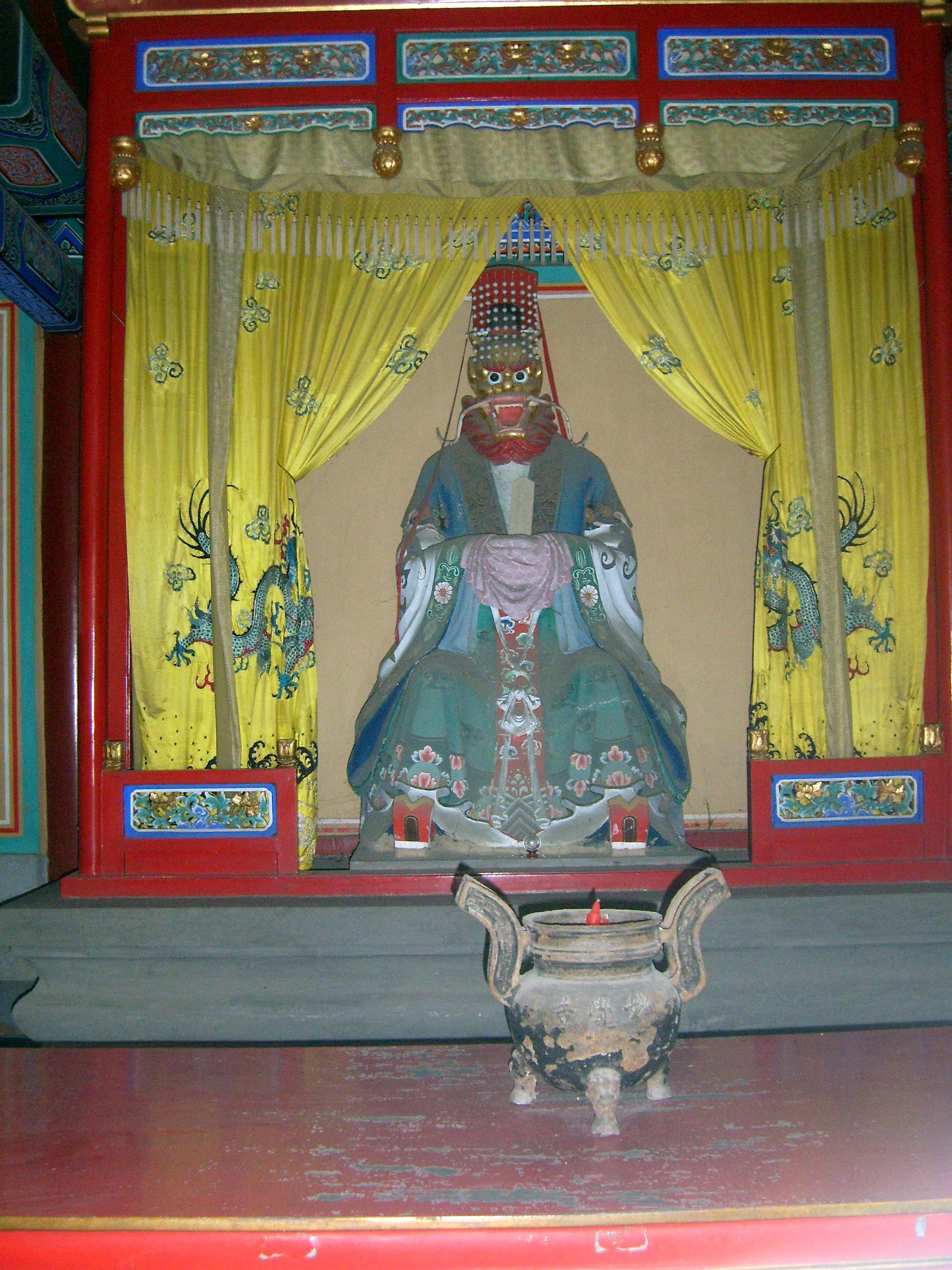
竜王像。北京頤和園にて。

古くは八大竜王、四海竜王伝承、西遊記の竜王の絵や像などに造形として見られる。
日本の古墳では四方の四神が描かれた壁の下にそれぞれ三体ずつ十二支の獣面（獣頭）人身像が描かれている文化がある。しかし、キトラ古墳では北壁・玄武の「子」、東壁・青竜の「寅」、西壁・白虎の「戌」、南壁・朱雀の「午」など6体の発見に留まっており、辰の獣面（獣頭）人身像はまだ発見されていない。
ギリシャ神話にはケクロプスのような男の半人半竜の神もいる。中欧にはズメウのような竜人もいる。
人頭竜身像は世界的に残されているところは少ない。ただし、中国の創世神話の伏羲と女媧の姿は人首竜身（または人首蛇身）で描写される。また山海経には数多くの人頭蛇身の神々・怪物が描かれている。

## ファンタジー世界の龍人・竜人
創作においては人の姿を基本に身体の一部分などが竜やドラゴンであったり、RPGの『ファイアーエムブレム』シリーズに登場するマムクートや『ブレス オブ ファイア』シリーズなど、人の姿と使い分けるタイプがある。また、龍人・竜人を指し示す造語としてドラゴニュート (Dragonewt) などがある。